# بالتاسار ألبينيز
بالتاسار ألبينيز (بالإسبانية: Baltasar Albéniz Martínez)‏ (6 يناير 1905 في إيبار – 29 November 1978 in بنبلونة) كان لاعب كرة قدم ومدرب إسباني. درب ريال مدريد مرتين (من 1946 إلى 1947 ومن 1950 إلى 1951), قائداً إياهم للفوز ببطولة 1950-51 كأس ملك إسبانيا. هو أيضاً درب إسبانيول، أوساسونا، أتلتيك بيلباو, وريال سوسيداد.

## مسيرته الاحترافية
بدأ مسيرته في 1930 باللعب لديبورتيفو ألافيس. ولعب للنادي حتى 1931. في تلك السنة، أنتقل بالتاسار إلى ريال سوسيداد, حيث بقي يلعب معهم حتى 1932. في تلك السنة، وبعد بقائه عاماً آخر مع «الأزرق والأبيض», عاد إلى ديبورتيفو ألافيس, وبقي معهم عاماً آخر إلى 1933. في ذلك العام إنتقل إلى أرينس كلوب, حيث أنهى مسيرته الاحترافية كلاعب كرة قدم معهم في عام 1935.

## مسيرته التدريبية
بعد اعتزاله كرة القدم كلاعب، تكرس للتدريب لعدة أندية في بلده. وقام أيضاً بتدريب المنتخب الإسباني.

## وفاته
توفي في 29 نوفمبر 1978 في بنبلونة، إسبانيا في عمر ال73.